# Lechytia serrulata
Espèce
Lechytia serrulata est une espèce de pseudoscorpions de la famille des Lechytiidae.

## Distribution
Cette espèce est endémique du Congo-Kinshasa. Elle se rencontre vers Mukana dans le parc national de l'Upemba.

## Publication originale
- Beier, 1955 : Pseudoscorpionidea. Exploration du Parc National Albert Mission de G F de Witte, no 32, p. 3-19.